# Liste bekannter Reformpädagogen
Die Liste bekannter Reformpädagogen stellt sortierbar nach Geburts- und Sterbejahr sowie Herkunftsland die Vertreter der verschiedenen Epochen der Reformpädagogik und Alternativpädagogik nach den Gesichtspunkten der Neuerung zusammen.
Ob man Comenius und Rousseau sowie die Philanthropen als Vorläufer oder bereits als Vertreter bezeichnen kann, bleibt offen. In nachfolgende Liste können sie aufgenommen werden.
Für die Zeit ab 1890 spricht man in der Fachliteratur eher von Reformpädagogen, nach 1945 eher von Alternativpädagogen, siehe auch Alternativpädagogik. Die Übergänge sind jedoch stark fließend.

## Liste
| Name                               | geboren        | gestorben | Nationalität                                | Stichwort/Hauptwerk | Bild |
| ---------------------------------- | -------------- | --------- | ------------------------------------------- | --- | ---- |
| Jürg Acklin                        | 1945           |           | Schweiz                                     | Alternativschule, Psychoanalytische Pädagogik |      |
| Kurt Adams                         | 1889           | 1944      | Deutschland                                 | Reichsarbeitsgemeinschaft der Kinderfreunde |      |
| August Aichhorn                    | 1878           | 1949      | Österreich                                  | Wiener Schulreform, Psychoanalytische Pädagogik |      |
| Amos Bronson Alcott                | 1799           | 1888      | Vereinigte Staaten                          | Experimentelle Erziehung, Temple School, Transzendentalismus |      |
| Gerda Alexander                    | 1908           | 1994      | Deutschland                                 | Rhythmische Erziehung, Eutonie, New Education Fellowship |      |
| Hans Alfken                        | 1899           | 1994      | Deutschland                                 | Schulfarmbewegung (Bund für Schulfarmen), Freie Schulgemeinde Wickersdorf, Gesamtschule: Karl-Marx-Schule |      |
| Robert Baden-Powell                | 1857           | 1941      | Vereinigtes Königreich                      | Learning by Doing, Erlebnispädagogik, Pfadfinderbewegung |      |
| John Haden Badley                  | 1865           | 1967      | Vereinigtes Königreich                      | Landerziehungsheimbewegung, Koedukation, Lernlabor |      |
| Gertrud Bäumer                     | 1873           | 1954      | Deutschland                                 | Sozialpädagogik |      |
| Johann Bernhard Basedow            | 1724           | 1790      | Deutschland                                 | Philanthropinum Dessau („Pflanzschule der Menschheit“) |      |
| Carl Heinrich Becker               | 1876           | 1933      | Deutschland                                 | Demokratisierung, New Education Fellowship |      |
| Gerold Becker                      | 1936           | 2010      | Deutschland                                 | Odenwaldschule |      |
| Wolfgang Bergmann                  | 1944           | 2011      | Deutschland                                 | Kinderpsychologie, Lerntherapie |      |
| Siegfried Bernfeld                 | 1892           | 1953      | Österreich                                  | Psychoanalytische Pädagogik, Kibbuzerziehung, Kinderheim Baumgarten (Wien-Baumgarten), Jugendforschung |      |
| Ferdinand Birnbaum                 | 1892           | 1947      | Österreich                                  | Integrative Erziehung, Wiener Schulreform |      |
| Elisabeth Blochmann                | 1892           | 1972      | Deutschland                                 | Früherziehung (Kindergartentheorie) |      |
| Karl Justus Blochmann              | 1786           | 1855      | Deutschland                                 | Verbreitung von Pestalozzis Elementarbildung in Sachsen |      |
| Wilhelm Blume                      | 1884           | 1970      | Deutschland                                 | Schulfarmbewegung: Schulfarm Insel Scharfenberg |      |
| Kees Boeke                         | 1884           | 1966      | Niederlande                                 | Werkplaats Kindergemeenschap, Soziokratie, Iederwijs-Schule |      |
| Otto Friedrich Bollnow             | 1903           | 1991      | Deutschland                                 | Geisteswissenschaftliche Pädagogik, Odenwaldschule |      |
| Max Bondy                          | 1892           | 1951      | Deutschland Schweiz Vereinigte Staaten      | Landerziehungsheimbewegung, Schule Marienau, Les Rayons (Gland), Windsor Mountain School. Diese Projekte entstanden in enger Zusammenarbeit zwischen Max Bondy und seiner Frau Gertrud, einer Ärztin und Psychoanalytikerin.                                                                        |      |
| Rudolf Bosselt                     | 1871           | 1938      | Deutschland                                 | |      |
| Ekkehard von Braunmühl             | 1940           | 2020      | Deutschland                                 | Antipädagogik, Kinderrechte |      |
| Hans Adolf von Brause              | 1847           | 1928      | Deutschland                                 | II. städtische Realschule Leipzig (Leipzig-Reudnitz), Ratgeber für Hugo Gaudig und Ephraim Carlebach |      |
| Paul Brockhaus                     | 1879           | 1965      | Deutschland                                 | Oberrealschule zum Dom |      |
| Hans Brügelmann                    | 1946           |           | Deutschland                                 | Offener Unterricht, LUST-Studie, Pädagogische Leistungskultur |      |
| Moses Calvary                      | 1876           | 1944      | Deutschland                                 | „jüdischer Pestalozzi“ |      |
| Joachim Heinrich Campe             | 1746           | 1818      | Deutschland                                 | Philanthropinum Dessau, Schulbuchentwicklung |      |
| Ephraim Carlebach                  | 1879           | 1936      | Deutschland                                 | Höhere Israelitische Schule |      |
| Gerd-Bodo von Carlsburg            | 1942           |           | Deutschland                                 | Weltbund für Erneuerung der Erziehung |      |
| Édouard Claparède                  | 1873           | 1940      | Schweiz                                     | Institut Jean-Jacques Rousseau |      |
| Ruth Cohn                          | 1912           | 2010      | Deutschland                                 | Themenzentrierte Interaktion (Lebendiges Lernen) |      |
| Johann Amos Comenius               | 1592           | 1670      | Tschechien                                  | Forderung der Schulpflicht, Pädagogik vom Kind her |      |
| Han Coray                          | 1880           | 1974      | Schweiz                                     | Waldschule, Waldpädagogik, Schutzgemeinschaft Deutscher Wald |      |
| Georg Credner                      | 1825           | 1899      | Deutschland                                 | Herbartianismus, Kunsterziehungsbewegung |      |
| Ovide Decroly                      | 1871           | 1932      | Belgien                                     | Decroly-Methode, Interessenszentren, Globaler Lernansatz; New Education Fellowship |      |
| Edmond Demolins                    | 1852           | 1907      | Frankreich                                  | Landerziehungsheimbewegung: École des Roches (Éducation nouvelle) |      |
| Bernhard Gottlieb Denzel           | 1773           | 1838      | Deutschland                                 | Ausbreitung Pestalozzis Idee der Elementarbildung in Süddeutschland |      |
| John Dewey                         | 1859           | 1952      | Vereinigte Staaten                          | Learning by Doing, Projektlernen, Demokratisierung, Demokratische Erziehung, Laborschule |      |
| Adolph Diesterweg                  | 1790           | 1866      | Deutschland                                 | Anschauungspädagogik, Selbsttätigkeit, Anhänger Pestalozzis |      |
| Ingrid Dietrich                    | 1944           |           | Deutschland                                 | Freinet-Pädagogik in Deutschland |      |
| Heinrich Dittmar                   | 1792           | 1866      | Deutschland                                 | Gründung und Leitung von Erziehungseinrichtungen nach Pestalozzischen Prinzipien |      |
| Adolph Douai                       | 1819           | 1888      | Deutschland                                 | erster öffentlicher Kindergarten in den USA, Anhänger Fröbels |      |
| Nikolaus Ehlen                     | 1886           | 1965      | Deutschland                                 | Selbsterziehung, Friedenserziehung |      |
| Martin Ehlers                      | 1732           | 1800      | Deutschland                                 | Professionalisierung des Lehrerberufs, Gedanken von den zur Verbesserung der Schulen nothwendigen Erfordernissen (1766) |      |
| Samuel Meyer Ehrenberg             | 1773           | 1853      | Deutschland                                 | Samson-Schule |      |
| Alfred Ehrentreich                 | 1896           | 1998      | Deutschland                                 | Freie Schulgemeinde Wickersdorf, Karl-Marx-Schule |      |
| Hans Elsner                        | 1923           |           | Deutschland                                 | Mitbegründer der Deutschen Montessoripädagogik |      |
| Ralph Waldo Emerson                | 1803           | 1882      | Vereinigte Staaten                          | Transzendentalismus (The American Scholar) |      |
| Siegfried Engelmann                | 1931           | 2019      | Vereinigte Staaten                          | Direkter Unterricht |      |
| Anna Essinger                      | 1879           | 1960      | Deutschland Vereinigtes Königreich          | Landschulheim Herrlingen, nach der Emigration Bunce Court School |      |
| Gertrud Feiertag                   | 1890           | 1943      | Deutschland                                 | Erlebnispädagogik, Jüdisches Kinder- und Landschulheim Caputh |      |
| Francesc Ferrer i Guàrdia          | 1859           | 1909      | Spanien                                     | Escuela Moderna (Ferrer Schools) |      |
| Adolphe Ferrière                   | 1879           | 1960      | Schweiz                                     | Éducation nouvelle (École active) |      |
| Wilhelm Flitner                    | 1889           | 1990      | Deutschland                                 | Geisteswissenschaftliche Pädagogik |      |
| Friedrich Wilhelm Foerster         | 1869           | 1966      | Deutschland                                 | Selbsterziehung, Hilfe zur Selbsthilfe, Friedenserziehung, Demokratische Erziehung |      |
| Célestin Freinet                   | 1896           | 1966      | Frankreich                                  | Freinet-Pädagogik, Schuldruckerei, Freier Ausdruck |      |
| Élise Freinet                      | 1898           | 1983      | Frankreich                                  | Freinet-Pädagogik |      |
| Paulo Freire                       | 1921           | 1997      | Brasilien                                   | Befreiungspädagogik (Pädagogik der Unterdrückten), Aktive Schule |      |
| Friedrich Fröbel                   | 1782           | 1852      | Deutschland                                 | Frühpädagogik (Kindergarten), Schüler Pestalozzis |      |
| Wilhelm Fröhlich                   | 1892           | 1969      | Schweiz                                     | Experimentierkasten, Arbeitsschule |      |
| Paula Fürst                        | 1894           | 1942 ca.  | Deutschland                                 | Montessori-Pädagogik |      |
| Margaret Fuller                    | 1810           | 1850      | Vereinigte Staaten                          | Selbstbildung, Transzendentalismus |      |
| Fritz Gansberg                     | 1871           | 1950      | Deutschland                                 | Kunsterziehungsbewegung, Demokratische Pädagogik, Selbstbetätigung |      |
| Hugo Gaudig                        | 1860           | 1923      | Deutschland                                 | Arbeitspädagogik, Freie geistige Schularbeit, Projektlernen, Gruppenarbeit (Didaktik), Selbsttätigkeit |      |
| Edith Geheeb                       | 1885           | 1982      | Deutschland Schweiz                         | Odenwaldschule, Ecole d’Humanité |      |
| Paul Geheeb                        | 1870           | 1961      | Deutschland Schweiz                         | Landerziehungsheimbewegung, Freie Schulgemeinde Wickersdorf, Odenwaldschule, Ecole d’Humanité |      |
| Paul Goodman                       | 1911           | 1972      | Vereinigte Staaten                          | Kinderrechts- und Entschulungsbewegung (erzieherischen Stadt, Aufwachsen im Widerspruch), Humanistische Pädagogik |      |
| Otto Glöckel                       | 1874           | 1935      | Österreich                                  | Österreichische Schulreform: Lebensschule, Arbeitsschule, Gesamtschule, Einheitsschule |      |
| Martha von Grot                    | 1867           | 1962      | Deutschland                                 | Selbsttätigkeit, Experimentalpädagogik |      |
| Nikolai Frederik Severin Grundtvig | 1783           | 1872      | Dänemark                                    | Volkshochschulbewegung |      |
| Clara Grunwald                     | 1877           | 1943      | Deutschland                                 | Montessori-Pädagogik: Deutsche Montessori-Gesellschaft |      |
| Ludwig Gurlitt                     | 1855           | 1931      | Österreich                                  | Schulfarmbewegung (Bund für Schulfarmen) |      |
| Kurt Hahn                          | 1886           | 1974      | Deutschland Vereinigtes Königreich          | Landerziehungsheimbewegung: Schule Schloss Salem, Erlebnispädagogik, nach der Emigration Gordonstoun, United World College of the Atlantic |      |
| August Halm                        | 1869           | 1929      | Deutschland                                 | Freie Schulgemeinde Wickersdorf, Musikalische Jugendbewegung |      |
| Wolf-Dieter Hasenclever            | 1945           |           | Deutschland                                 | Ökologischer Humanismus, Landerziehungsheimbewegung, Schule Marienau, Jugendrechtshaus |      |
| Ernst Innozenz Hauschild           | 1808           | 1866      | Deutschland                                 | Mädchenturnen, kindgerechte Spiel- und Turnplätzen (Schrebergarten) |      |
| Johann Julius Hecker               | 1707           | 1768      | Deutschland                                 | Schulgarten, praxisorientierte Realschule, Lehrerseminar |      |
| Fritz Helling                      | 1888           | 1973      | Deutschland                                 | Bund Entschiedener Schulreformer, Schwelmer Kreis |      |
| Helene Helming                     | 1888           | 1977      | Deutschland                                 | Montessori-Pädagogik |      |
| Hartmut von Hentig                 | 1925           |           | Deutschland                                 | Laborschule Bielefeld, Oberstufenkolleg Bielefeld, Aktive Schule |      |
| Otto Herz                          | 1944           | 2024      | Deutschland                                 | Odenwaldschule, Laborschule Bielefeld |      |
| Heinz-Joachim Heydorn              | 1916           | 1974      | Deutschland                                 | Befreiungspädagogik |      |
| August Heyn                        | 1879           | 1959      | Deutschland                                 | Bund Entschiedener Schulreformer, Die Gartenarbeitsschule, fachübergreifender Unterricht |      |
| Ernst Hierl                        | 1880           | 1981      | Deutschland                                 | Lehrer und Gemeinschaft. Eine Schule der Verantwortung (1919) |      |
| Rudolf Hildebrand                  | 1824           | 1894      | Deutschland                                 | Persönlichkeitspädagogik |      |
| Paul Hildebrandt                   | 1870           | 1948      | Deutschland                                 | Humanistische Pädagogik |      |
| Franz Hilker                       | 1881           | 1969      | Deutschland                                 | Bund Entschiedener Schulreformer |      |
| Hermann Hirsch                     | 1885           | 1942      | Deutschland Israel                          | Gründer und Leiter des Jüdischen Landschulheims Coburg |      |
| John Caldwell Holt                 | 1923           | 1985      | Vereinigte Staaten                          | Kinderrechts- und Entschulungsbewegung (Growing Without Schooling), Homeschooling, Unschooling |      |
| Johann Peter Hundeiker             | 1751           | 1836      | Deutschland                                 | Lesekasten, Philanthropin Vechelde |      |
| Wilhelm Theodor Hundeiker          | 1786           | 1828      | Deutschland                                 | Philanthropin Vechelde |      |
| Ivan Illich                        | 1926           | 2002      | Vereinigte Staaten                          | Kinderrechts- und Entschulungsbewegung (Deschooling) |      |
| Israel Jacobson                    | 1768           | 1828      | Deutschland                                 | erste amtlich anerkannte überkonfessionelle Simultanschule in Deutschland |      |
| Heinrich Jacoby                    | 1889           | 1964      | Deutschland                                 | Odenwaldschule, (Entfaltung statt Erziehung) |      |
| Adolf Jensen                       | 1878           | 1965      | Deutschland                                 | Rütli-Schule |      |
| Wilhelm Jerusalem                  | 1854           | 1923      | Österreich                                  | Schönbrunner Erzieherschule |      |
| Fritz Jöde                         | 1887           | 1970      | Deutschland                                 | Musikpädagogik (Schulmusik), Volksbildung durch Musik, Jugendmusikbewegung |      |
| Ernest Jouhy                       | 1913           | 1988      | Deutschland Frankreich                      | Im französischen Exil Betreuung unbegleiteter jugendlicher Flüchtlinge aus dem Deutschen Reich, Heimerzieher, Lehrer an der Odenwaldschule, Professor für Sozialpädagogik an der Universität Frankfurt, Gründer des Instituts für „Pädagogik: Dritte Welt“, Begründer des Interkulturellen Lernens. |      |
| Friedrich Junge                    | 1832           | 1905      | Deutschland                                 | Ökosystemforschung |      |
| Lotte Kaliski                      | 1908           | 1995      | Deutschland Vereinigte Staaten              | Gründerin der Privaten Waldschule Kaliski, einer jüdischen Schule in der Tradition der Reformpädagogik. |      |
| Fritz Karsen                       | 1885           | 1951      | Deutschland Frankreich Kolumbien            | Bund Entschiedener Schulreformer: Einheitsschule, Kooperative Gesamtschule, Karl-Marx-Schule, École nouvelle de Boulogne |      |
| Rosa Katz                          | 1885           | 1976      | Deutschland                                 | Odenwaldschule, Montessori-Pädagogik |      |
| Siegfried Kawerau                  | 1886           | 1936      | Deutschland                                 | Bund Entschiedener Schulreformer: Koedukation |      |
| Georg Kerschensteiner              | 1854           | 1932      | Deutschland                                 | Arbeitspädagogik: Arbeitsschule, Berufsschule, Produktionsschule |      |
| Ellen Key                          | 1849           | 1926      | Schweden                                    | Jahrhundert des Kindes, Lernumgebung |      |
| William Heard Kilpatrick           | 1871           | 1965      | Vereinigte Staaten                          | Learning by Doing, Projektmethode |      |
| Fritz Klatt                        | 1888           | 1945      | Deutschland                                 | Freizeitpädagogik, Volksschulheim |      |
| Johannes Klöcking                  | 1883           | 1951      | Deutschland                                 | Jugendmusikbewegung |      |
| Otto Koch                          | 1886           | 1972      | Deutschland                                 | Bund Entschiedener Schulreformer |      |
| Elsa Köhler                        | 1879           | 1940      | Österreich                                  | Mitbegründerin der Pädagogischen Tatsachenforschung, Jena-Plan, Schaffensunterricht |      |
| Gustav Kolb                        | 1867           | 1943      | Deutschland                                 | Kunsterziehungsbewegung |      |
| Janusz Korczak                     | 1878 oder 1879 | 1942      | Polen                                       | Kinderrepublik, Kinderrechte |      |
| Emil Krause                        | 1870           | 1943      | Deutschland                                 | Aufbaugymnasium, Menschenfreundliche Pädagogik |      |
| Pitt Krüger                        | 1904           | 1989      | Deutschland Frankreich                      | La Coûme, eine in der Tradition der Landschulheime von Pitt und Yvès Krüger gegründete Schule im Exil. |      |
| Johann Wilhelm Kuithan             | 1760           | 1831      | Deutschland                                 | Höhere Schulbildung ohne Erlernen der alten Sprachen |      |
| Rudolf Lämmel                      | 1879           | 1962      | Deutschland                                 | Landerziehungsheimbewegung |      |
| Wilhelm Lamszus                    | 1881           | 1965      | Deutschland                                 | Schule Tieloh |      |
| Homer Lane                         | 1875           | 1925      | Vereinigte Staaten                          | Little Commonwealth |      |
| Otto Lehmann                       | 1865           | 1951      | Deutschland                                 | Anschauungspädagogik, Museumspädagogik |      |
| Alfred Lichtwark                   | 1852           | 1914      | Deutschland                                 | Kunsterziehungsbewegung |      |
| Hermann Lietz                      | 1868           | 1919      | Deutschland                                 | Landerziehungsheimbewegung: Landerziehungsheim Walkemühle, Hermann-Lietz-Schule Haubinda, Schloss Bieberstein (Hessen) |      |
| Theodor Litt                       | 1880           | 1962      | Deutschland                                 | Geisteswissenschaftliche Pädagogik: „Führen oder Wachsenlassen“ (1927) |      |
| Hans Löscher                       | 1881           | 1946      | Deutschland                                 | Versuchsschule |      |
| William Lottig                     | 1867           | 1953      | Deutschland                                 | Hamburger Lebensgemeinschaftsschule Berliner Tor |      |
| Kurt Löwenstein                    | 1885           | 1939      | Deutschland                                 | International Falcon Movement, Reichsarbeitsgemeinschaft der Kinderfreunde |      |
| Martin Luserke                     | 1880           | 1968      | Deutschland                                 | Landerziehungsheim-, Lebensreform-, Kunsterziehungsbewegung, Erlebnispädagogik, Darstellendes Spiel (Laienspiel); 1906–1925: Freie Schulgemeinde Wickersdorf, 1925–1934: Schule am Meer, Juist |      |
| Hanns Maria Lux                    | 1900           | 1967      | Deutschland                                 | Knabenmittelschule Saarbrücken |      |
| Hans Maeder                        | 1909           | 1988      | Deutschland Vereinigte Staaten              | Stockbridge School, eine reformpädagogisch ausgerichtete Internatsschule ohne Rassentrennung und ohne konfessioneller Bindung. |      |
| Anton Semjonowitsch Makarenko      | 1888           | 1939      | Russland                                    | Kollektiverziehung |      |
| Makiguchi Tsunesaburō              | 1871           | 1944      | Japan                                       | Werteschaffende Erziehung |      |
| Jean-Pol Martin                    | 1943           |           | Deutschland                                 | Lernen durch Lehren, (Konstruktivistischer, Handlungsorientierter Unterricht) |      |
| Frederick Mayer                    | 1921           | 2006      | Deutschland                                 | Dynamische Erziehung |      |
| Ernst Meumann                      | 1862           | 1915      | Deutschland                                 | Begründer der Pädagogischen Psychologie und Experimentellen Pädagogik in Deutschland. |      |
| Hilbert Meyer                      | 1941           |           | Deutschland                                 | Handlungsorientierter Unterricht |      |
| Maria Montessori                   | 1870           | 1952      | Italien                                     | Montessoripädagogik: Freiarbeit, Jahrgangsmischung, Schulische Integration, Aktive Schule, Alternative Schule: Montessorischule |      |
| Willy Moog                         | 1888           | 1935      | Deutschland                                 | Persönlichkeitspädagogik |      |
| Paul Moor                          | 1899           | 1977      | Schweiz                                     | Heilpädagogik |      |
| Julius Moses                       | 1869           | 1945      | Deutschland                                 | Mannheimer Schulsystem |      |
| Fritz Müller                       | 1887           | 1968      | Deutschland                                 | Chemnitzer Humboldtversuchsschule |      |
| Paul Natorp                        | 1854           | 1924      | Deutschland                                 | Sozialpädagogik, Sozialidealismus |      |
| Oskar Negt                         | 1934           | 2024      | Deutschland                                 | Gesamtschule: Glocksee-Schule, Selbstregulierung, Exemplarisches Lernen durch Projektunterricht |      |
| Alexander Sutherland Neill         | 1883           | 1973      | Vereinigtes Königreich                      | Alternativschule: Summerhill, Demokratische Schule, Antiautoritäre Erziehung, Humanistische Pädagogik |      |
| Ena Neill                          | 1910           | 1997      | Vereinigtes Königreich                      | Alternativschule: Summerhill, Demokratische Schule, Antiautoritäre Erziehung |      |
| Leonard Nelson                     | 1882           | 1927      | Deutschland                                 | Landerziehungsheimbewegung: Landerziehungsheim Walkemühle |      |
| Waldus Nestler                     | 1887           | 1954      | Deutschland                                 | Gaudigschule, Friedenserziehung |      |
| Georg Hellmuth Neuendorff          | 1882           | 1949      | Deutschland                                 | Dürerschule Hochwaldhausen |      |
| Igor Newerly                       | 1903           | 1987      | Polen                                       | Handlungsorientierter Unterricht, von Korczak beeinflusst |      |
| Herman Nohl                        | 1879           | 1960      | Deutschland                                 | Geisteswissenschaftliche Pädagogik |      |
| Ludwig Nonne                       | 1785           | 1854      | Deutschland                                 | Verbreitung von Pestalozzis Elementarbildung in Thüringen |      |
| Johann Friedrich Oberlin           | 1740           | 1826      | Frankreich                                  | Elementarbildung: „Elsässische Fröbel“ |      |
| Tami Oelfken                       | 1888           | 1957      | Deutschland                                 | Bund Entschiedener Schulreformer, Gemeinschaftsschule: Tami-Oelfken-Gemeinschaftsschule |      |
| Paul Oestreich                     | 1878           | 1959      | Deutschland                                 | Bund Entschiedener Schulreformer: Arbeitspädagogik, Arbeitsschule, Einheitsschule, Produktionsschule |      |
| Berthold Otto                      | 1859           | 1933      | Deutschland                                 | Gesamtunterricht, Hauslehrerschule |      |
| Ludwig Pallat                      | 1867           | 1946      | Deutschland                                 | Zentralinstitut für Erziehung und Unterricht, Unterrichtsreform |      |
| Helen Parkhurst                    | 1886           | 1973      | Vereinigte Staaten                          | Dalton-Plan |      |
| Friedrich Paulsen                  | 1846           | 1908      | Deutschland                                 | geistige Vater des modernen Gymnasiums, Kritiker des Neuhumanismus |      |
| Wilhelm Paulsen                    | 1875           | 1943      | Deutschland                                 | Schule Tieloh |      |
| Elizabeth P. Peabody               | 1804           | 1894      | Vereinigte Staaten                          | Transzendentalismus, erster englischsprachiger Kindergarten in den Vereinigten Staaten von Amerika |      |
| Falko Peschel                      | 1965           |           | Deutschland                                 | Alternativschule, Offener Unterricht |      |
| Johann Heinrich Pestalozzi         | 1746           | 1827      | Schweiz                                     | Anschauungspädagogik, Elementarbildung, Alternativschule (Wie Gertrud ihre Kinder lehrt), Humanistische Pädagogik |      |
| Katharina Petersen                 | 1889           | 1970      | Deutschland Niederlande                     | Erste Leiterin des im niederländischen Exil gegründeten Landschulheims Quäkerschule Eerde, Mitglied im Erziehungsausschuß der Deutschen UNESCO-Kommission. |      |
| Peter Petersen                     | 1884           | 1952      | Deutschland                                 | Jena-Plan-Schule, jahrgangsübergreifend |      |
| Bertha von Petersenn               | 1862           | 1910      | Schweiz                                     | erstes Deutsches Landerziehungsheim für Mädchen |      |
| Georg Picht                        | 1913           | 1982      | Deutschland                                 | Birklehof, Kritiker der Bildungskatastrophe |      |
| Johann Ernst Plamann               | 1771           | 1834      | Deutschland                                 | Plamannsche Erziehungsanstalt |      |
| Willy Potthoff                     | 1925           | 2006      | Deutschland                                 | Optimale Distanz, Projektunterricht |      |
| Zoë Readhead                       | 1946           |           | Vereinigtes Königreich                      | Demokratische Schule: Summerhill |      |
| Cecil Reddie                       | 1858           | 1932      | Vereinigtes Königreich                      | Landerziehungsheimbewegung, Erlebnispädagogik |      |
| Fritz Redl                         | 1902           | 1988      | Österreich                                  | Psychoanalytische Pädagogik |      |
| Anton Rée                          | 1815           | 1891      | Deutschland                                 | konfessionsübergreifende Realschule: Stiftungsschule von 1815, später Anton-Rée-Realschule |      |
| Jürgen Reichen                     | 1939           | 2009      | Schweiz                                     | Lesen durch Schreiben |      |
| Adolf Reichwein                    | 1898           | 1944      | Deutschland                                 | Arbeitsschule, Schulfilm, Vorhaben |      |
| Karl Reinhardt                     | 1849           | 1923      | Deutschland                                 | Denkschrift Die Frankfurter Reformpläne, Frankfurter Lehrplan |      |
| Friedrich Gabriel Resewitz         | 1729           | 1806      | Deutschland                                 | Realschulentwicklung, Die Erziehung des Bürgers zum Gebrauch des gesunden Verstandes und zur gemeinnützigen Geschäfftigkeit (1773) |      |
| Andreas Reyher                     | 1601           | 1673      | Deutschland                                 | Durchsetzung der Schulpflicht, Volksbildung mit Naturwissenschaften und Staatsbürgerkunde |      |
| Enja Riegel                        | 1940           |           | Deutschland                                 | Helene-Lange-Schule (Wiesbaden) |      |
| Carl Rogers                        | 1902           | 1987      | Vereinigte Staaten                          | Offenes Lernen, Humanistische Pädagogik |      |
| Hermann Röhrs                      | 1915           | 2012      | Deutschland                                 | Arbeitsschule, Erlebnispädagogik, Weltbund für Erneuerung der Erziehung, Friedenspädagogik |      |
| Georg Rosenthal                    | 1874           | 1934      | Deutschland                                 | |      |
| Hugo Rosenthal                     | 1887           | 1980      | Deutschland Israel                          | Gründer und Leiter des Jüdischen Landschulheims Herrlingen |      |
| Theodor Rothschild                 | 1879 oder 1876 | 1944      | Deutschland                                 | |      |
| Elisabeth Rotten                   | 1882           | 1964      | Deutschland                                 | Schulfarmbewegung: Schulfarm Insel Scharfenberg, Bund Entschiedener Schulreformer: Montessori-Pädagogik, Friedenserziehung, New Education Fellowship |      |
| Jean-Jacques Rousseau              | 1712           | 1778      | Frankreich                                  | Anschauungspädagogik, Erlebnispädagogik, freie Entwicklung der Persönlichkeit, Alternativschule (Emile oder über die Erziehung), Humanistische Pädagogik |      |
| Bertrand Russell                   | 1872           | 1970      | Vereinigtes Königreich                      | libertäre experimentelle Beacon Hill School |      |
| Christian Gotthilf Salzmann        | 1744           | 1811      | Deutschland                                 | Philanthropinum Dessau, deutscher Jean-Jacques Rousseau |      |
| Franz Scharmer                     | 1891           | 1984      | Österreich                                  | Wiener Schulreform |      |
| Heinrich Scharrelmann              | 1871           | 1940      | Deutschland                                 | Gemeinschaftsschule, Erlebnispädagogik, Kunsterziehungsbewegung |      |
| Otto Scheibner                     | 1877           | 1961      | Deutschland                                 | Gaudigschule, Arbeitspädagogik |      |
| Emil von Schenckendorff            | 1837           | 1915      | Deutschland                                 | Sportbewegung (Förderung der Volks- und Jugendspiele) |      |
| Ernst Schneider                    | 1878           | 1957      | Schweiz                                     | Psychoanalytische Pädagogik |      |
| Heinrich Schulz                    | 1872           | 1932      | Deutschland                                 | Einheitsschule |      |
| José Antonio Encinas               | 1888           | 1958      | Peru                                        | Learning by Doing, Aktive Schule |      |
| Kurt Schumann                      | 1885           | 1970      | Deutschland                                 | Bund Entschiedener Schulreformer: Dürerversuchsschule (Dresden) |      |
| Sebald Schwarz                     | 1866           | 1934      | Deutschland                                 | Bund Entschiedener Schulreformer, Oberschule zum Dom (Lübeck) |      |
| Regine Seidler                     | 1895           | 1967      | Österreich                                  | Wiener Schulreform |      |
| Monika Seifert                     | 1932           | 2002      | Deutschland                                 | Mutter der antiautoritären Kinderläden, Freie Schule Frankfurt |      |
| Eva Seligmann                      | 1912           | 1997      | Deutschland                                 | Bund Entschiedener Schulreformer |      |
| Joseph Anton Sickinger             | 1858           | 1930      | Deutschland                                 | Mannheimer Schulsystem, Fördern in der Grund- und Volksschule, Sport, Werken |      |
| Anna Siemsen                       | 1882           | 1951      | Deutschland                                 | Bund Entschiedener Schulreformer |      |
| Alfons Simon                       | 1897           | 1975      | Deutschland                                 | Wiener Schulreform, Partnerarbeit |      |
| Minna Specht                       | 1879           | 1961      | Deutschland Dänemark Vereinigtes Königreich | Landerziehungsheimbewegung, Landerziehungsheim Walkemühle, Odenwaldschule |      |
| Oskar Spiel                        | 1892           | 1961      | Österreich                                  | Wiener Schulreform |      |
| Erna Stahl                         | 1900           | 1980      | Deutschland                                 | Lichtwarkschule |      |
| Rudolf Steiner                     | 1861           | 1925      | Österreich                                  | Alternativschule: Waldorfschule, Waldorfpädagogik |      |
| Frieda Stoppenbrink-Buchholz       | 1897           | 1993      | Deutschland                                 | Jenaplan-Pädagogik |      |
| Tao Xingzhi                        | 1891           | 1946      | Volksrepublik China                         | Yucai-Schule |      |
| Johannes Tews                      | 1860           | 1937      | Deutschland                                 | Einheitsschule, Gesellschaft für Verbreitung von Volksbildung |      |
| Elisabeth von Thadden              | 1890           | 1944      | Deutschland                                 | Landerziehungsheimbewegung (evangelisch) |      |
| Albrecht Wilhelm Thaer             | 1855           | 1921      | Deutschland                                 | erste Schule mit Abitur ohne Latein |      |
| Henry David Thoreau                | 1817           | 1862      | Vereinigte Staaten                          | Gewaltfreie Erziehung, Erlebnispädagogik, Transzendentalismus |      |
| Lew Nikolajewitsch Tolstoi         | 1828           | 1910      | Russland                                    | Alternativschule: Jasnaja Poljana (Tula) |      |
| Ernst Christian Trapp              | 1745           | 1818      | Deutschland                                 | beeinflusst von Ehlers, Philanthropinum Dessau, erster deutscher Inhaber eines Lehrstuhls für Pädagogik |      |
| Bernhard Uffrecht                  | 1885           | 1959      | Deutschland                                 | Landerziehungsheimbewegung, Freie Schul- und Werkgemeinschaft |      |
| Martin Wagenschein                 | 1896           | 1988      | Deutschland                                 | Exemplarisches Lernen (Mut zur Lücke) |      |
| Carl Friedrich Wagner              | 1891           | 1981      | Deutschland                                 | Hamburger Lebensgemeinschaftsschule Telemannstraße |      |
| Fritz Wartenweiler                 | 1889           | 1985      | Schweiz                                     | Education permanente, Volksbildungsheim |      |
| Hans Weil                          | 1898           | 1972      | Deutschland Italien                         | Schule am Mittelmeer. Reformpädagogik als „deutsch-jüdische Symbiose“ im Exil. |      |
| Hildegard Wegscheider              | 1871           | 1953      | Deutschland                                 | Bund Entschiedener Schulreformer |      |
| Leo Weismantel                     | 1888           | 1964      | Deutschland                                 | New Education Fellowship |      |
| Otto Bernhard Wendler (Peter Droß) | 1895           | 1958      | Deutschland                                 | Bund Entschiedener Schulreformer |      |
| Erich Weniger                      | 1894           | 1961      | Deutschland                                 | Geisteswissenschaftliche Pädagogik, New Education Fellowship |      |
| Wilhelm Wetekamp                   | 1859           | 1945      | Deutschland                                 | Schulfarmbewegung (Bund für Schulfarmen), Bund für Schulreform, Werner-Siemens-Realgymnasium, Frankfurter Lehrplan |      |
| Rebeca Wild                        | 1939           | 2015      | Deutschland                                 | Pesta Aktive Schule |      |
| Mauricio Wild                      | 1937           | 2020      | Schweiz                                     | Pesta Aktive Schule |      |
| Karl Wilker                        | 1885           | 1980      | Deutschland                                 | New Education Fellowship, Bund Entschiedener Schulreformer |      |
| Wilhelm Wittbrodt                  | 1878           | 1961      | Deutschland                                 | Lebensgemeinschaftsschule: Schule in der Rütlistraße |      |
| Nelly Wolffheim                    | 1879           | 1965      | Deutschland                                 | Psychoanalytische Pädagogik, Gründerin des ersten psychoanalytischen Kindergartens in Deutschland |      |
| Heinrich Wolgast                   | 1860           | 1920      | Deutschland                                 | Kunsterziehungsbewegung, Jugendliteraturbewegung |      |
| Christian Heinrich Wolke           | 1741           | 1825      | Deutschland                                 | Philanthropinum Dessau (Denklehrzimmer) |      |
| Ludwig Wunder                      | 1878           | 1949      | Deutschland                                 | Landerziehungsheimbewegung, Gründer des Landerziehungsheims Walkemühle |      |
| Hans Würtz                         | 1875           | 1958      | Deutschland                                 | Körperbehindertenpädagogik |      |
| Gustav Wyneken                     | 1875           | 1964      | Deutschland                                 | Freie Schulgemeinde Wickersdorf |      |
| Franz Heinrich Ziegenhagen         | 1753           | 1806      | Deutschland                                 | Philanthropinum Dessau |      |
| Thomas Ziehe                       | 1947           |           | Deutschland                                 | Gesamtschule: Glocksee-Schule |      |
| Hans Zulliger                      | 1893           | 1965      | Schweiz                                     | Psychoanalytische Pädagogik |      |